# 拉拉·范尼凯克
拉拉·范尼凯克（Lara van Niekerk，2003年5月13日—），南非女子游泳运动员，2022年世界游泳锦标赛女子50米蛙泳铜牌得主、2022年英联邦运动会女子50米蛙泳和女子100米蛙泳金牌得主、2022年世界短池游泳锦标赛女子50米蛙泳银牌得主。